# Mamadou Mbodj
Mamadou Pape Mbodj (Dakar, 12 marzo 1993) è un calciatore senegalese, difensore del Thanh Hóa.

## Carriera
Il 1º gennaio 2019 viene acquistato a titolo definitivo dalla squadra azera del Neftçi Baku.

## Palmarès

### Club

#### Competizioni nazionali
- Supercoppa di Lituania: 1

Žalgiris: 2017
- Coppa di Lituania: 1

Žalgiris: 2018
- Campionato azero: 1

Neftçi Baku: 2020-2021